# ジャン＝バティスト・パテル
ジャン=バティスト・パテル（Jean-Baptiste Pater、1695年12月29日 - 1736年7月25日）はロココ時代のフランスの画家である。

## 略歴
フランス北部ノール県のヴァランシエンヌで生まれた。父親は彫刻家のアントワーヌ・パテル(Antoine Joseph Pater : 1670-1747)で、父親から彫刻を学んだが絵画に転じ、1709年から1911年の頃に地元のサンルカ組合の画家グイド(Jean-Baptiste Guide)に学んだ。1713年にパリに出て、しばらくアントワーヌ・ヴァトー (1684-1721)の弟子になったがヴァトーと不和になり、ヴァランシエンヌに帰郷した。2年後、結核で死に瀕していたヴァトーと和解し、ヴァトーが亡くなる1カ月ほどの間、再び弟子となって学んだ。
1728年に王立絵画彫刻アカデミーの会員に選ばれた。
師のヴァトーが始めた、優雅な男女が集い、恋の戯れや遊びに興じる姿を題材にした「雅宴画」(Fête galante)の画家として知られる。

## 作品

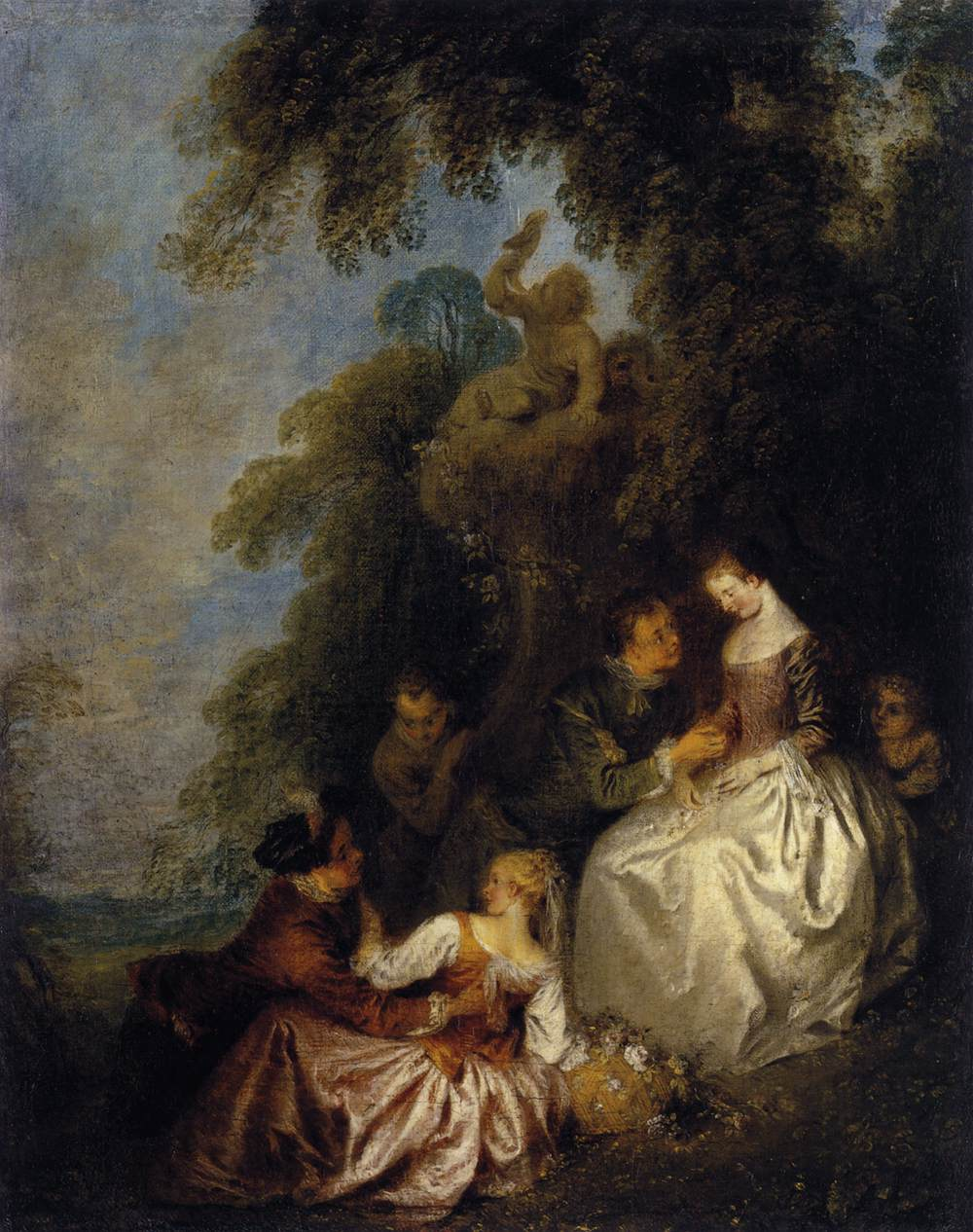
「気を引く会話」(1720/1723)
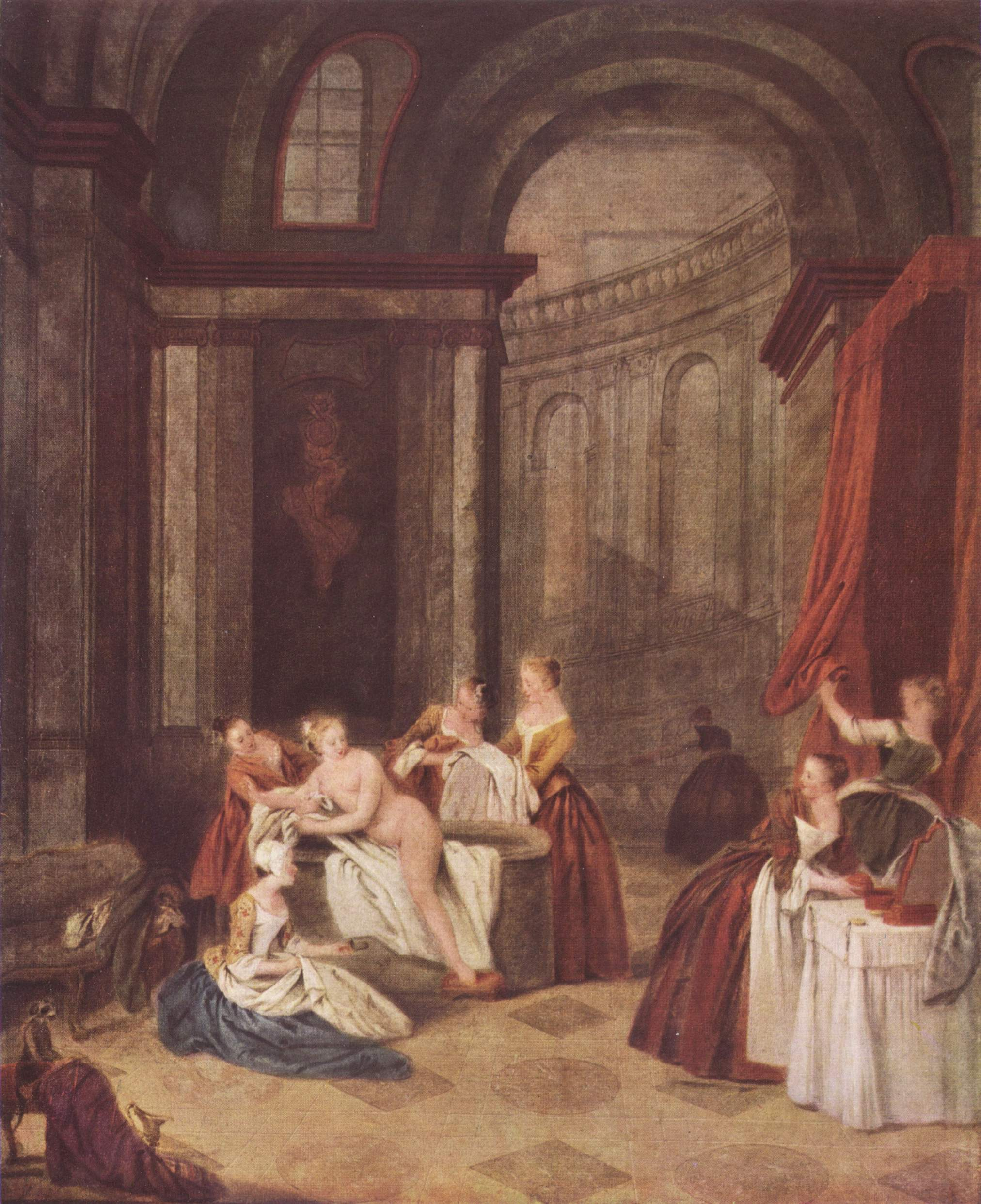
入浴する女 (c.1730)
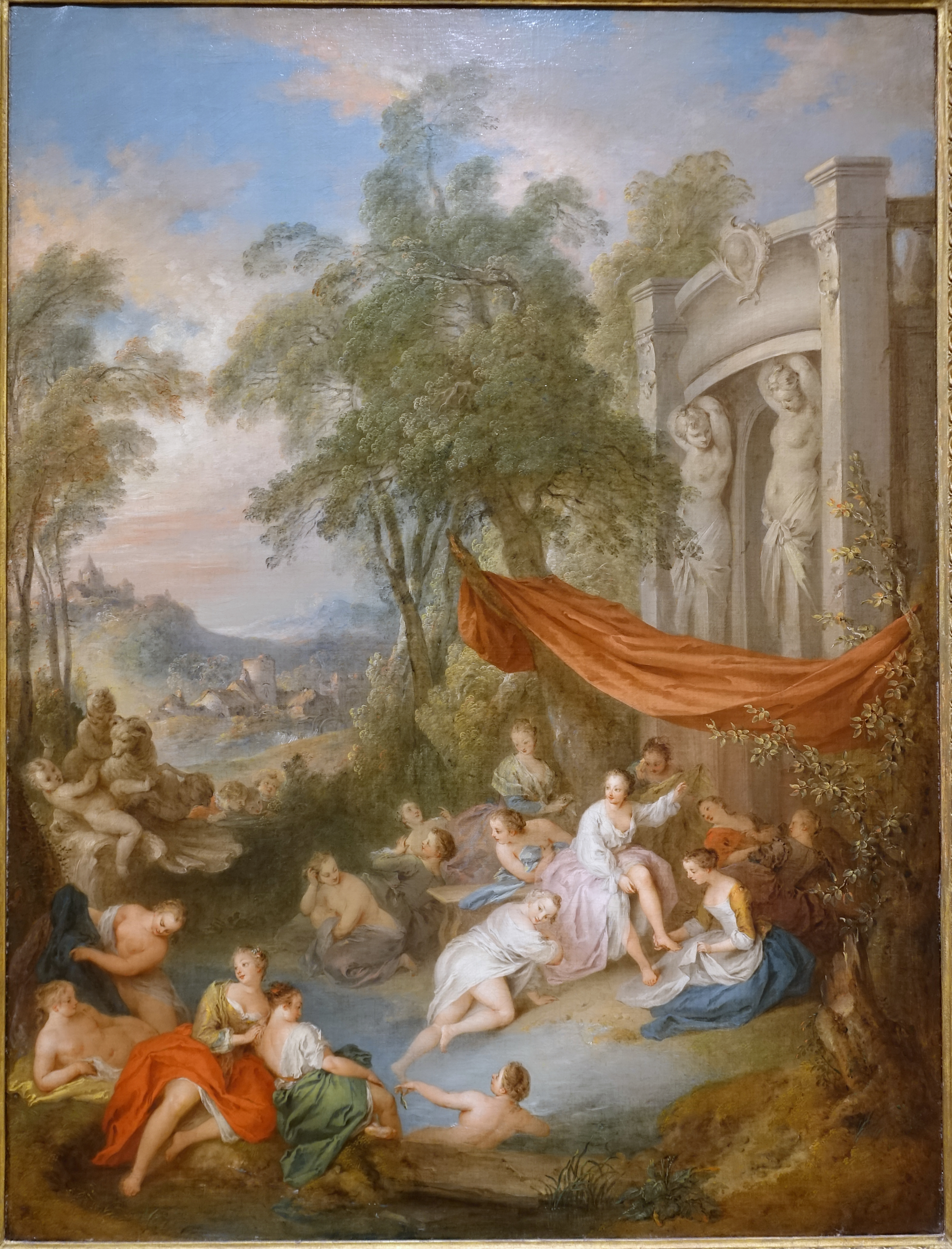
"Nymphs Bathing in a Pool" (1730/1733)
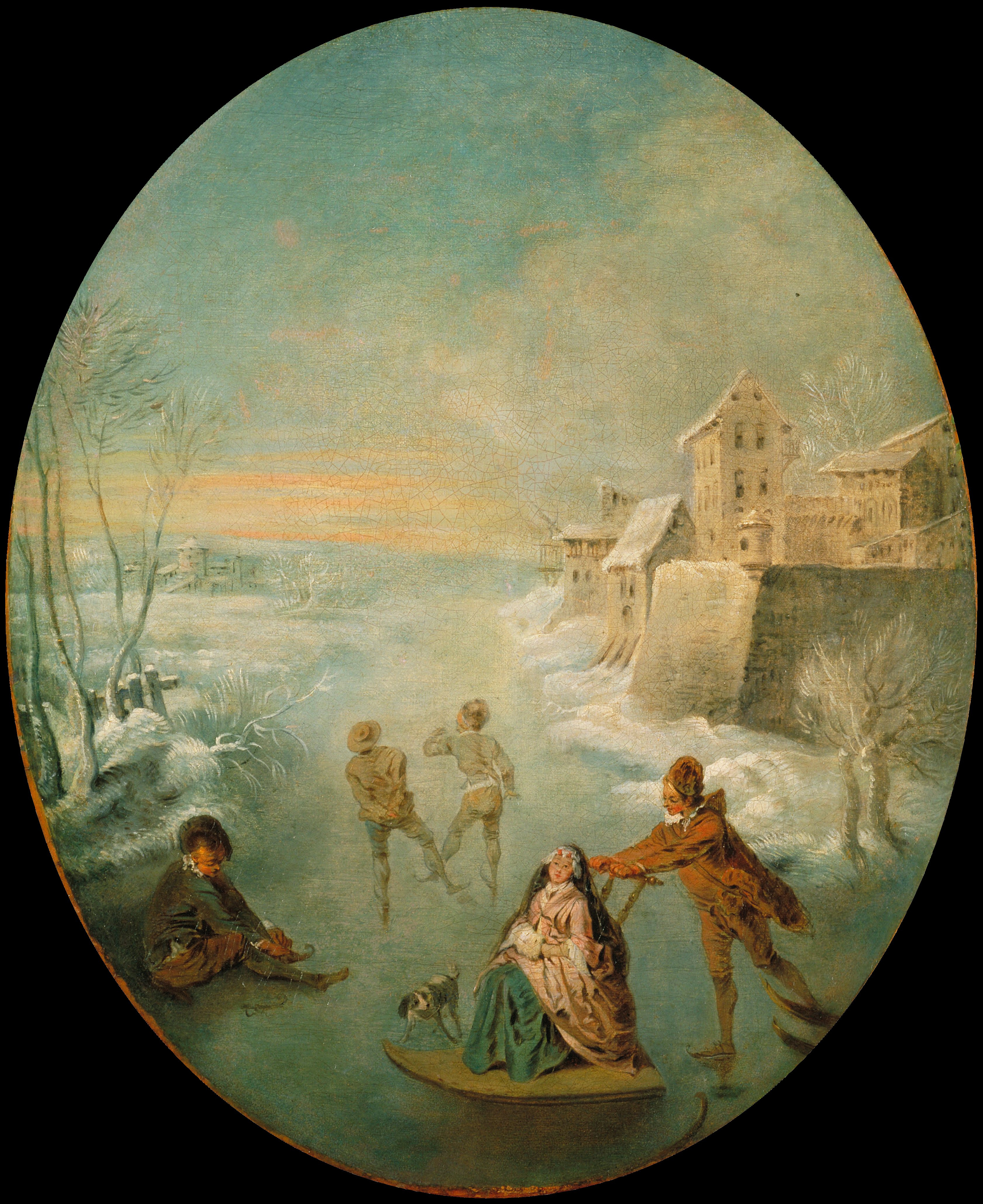
冬　(1725)

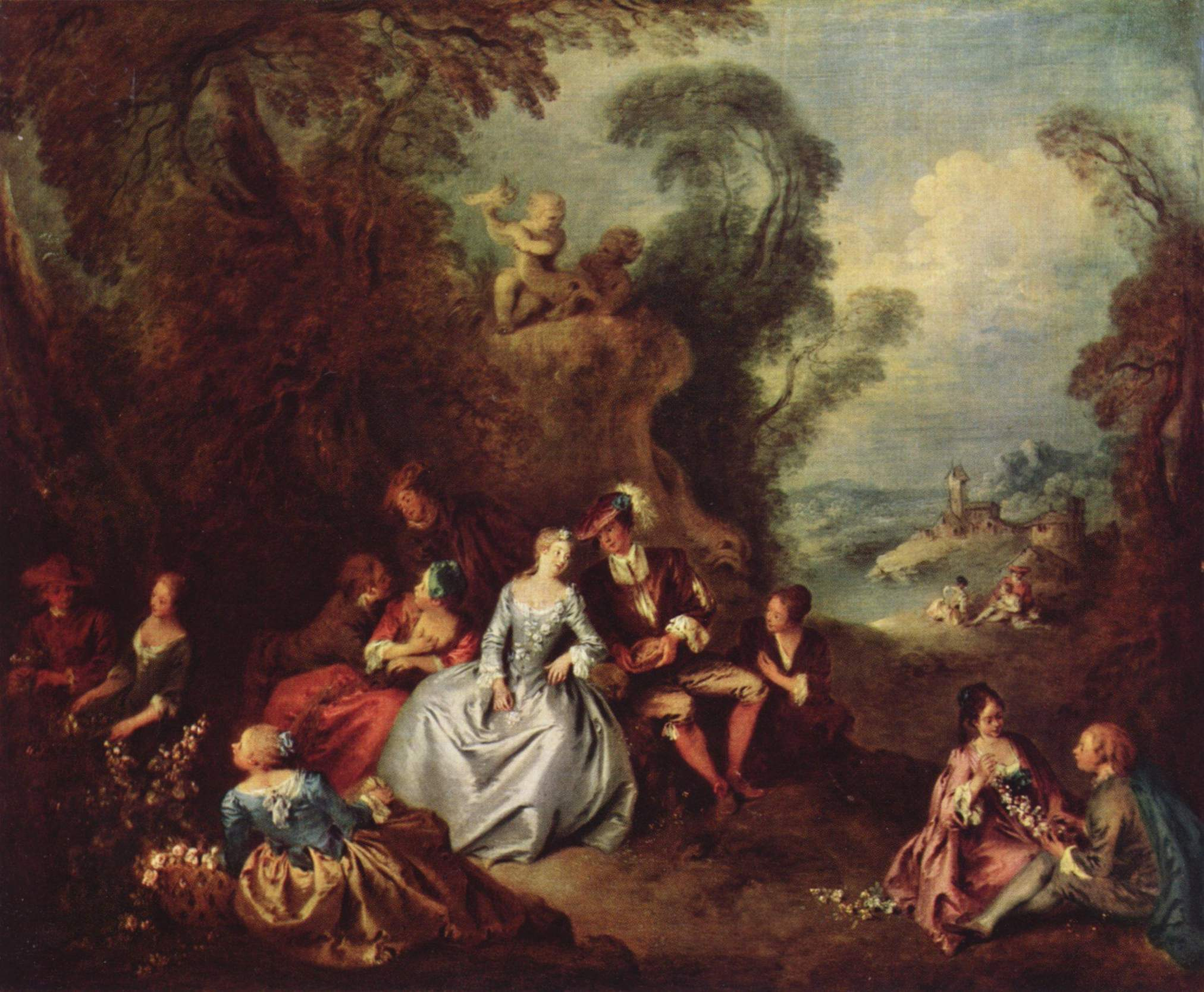
田舎暮らしの楽しみ (1730-1735)
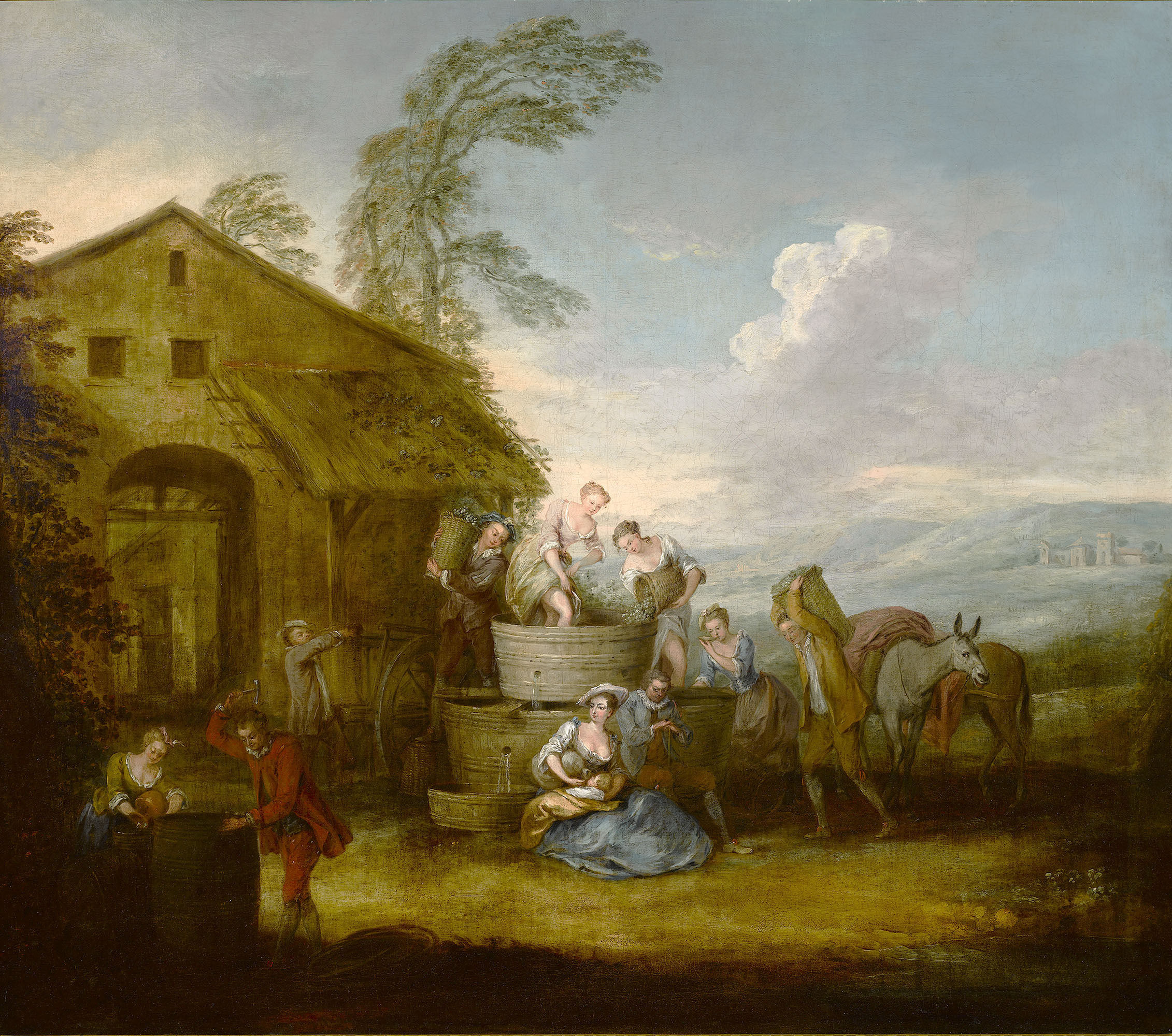
ブドウの収穫
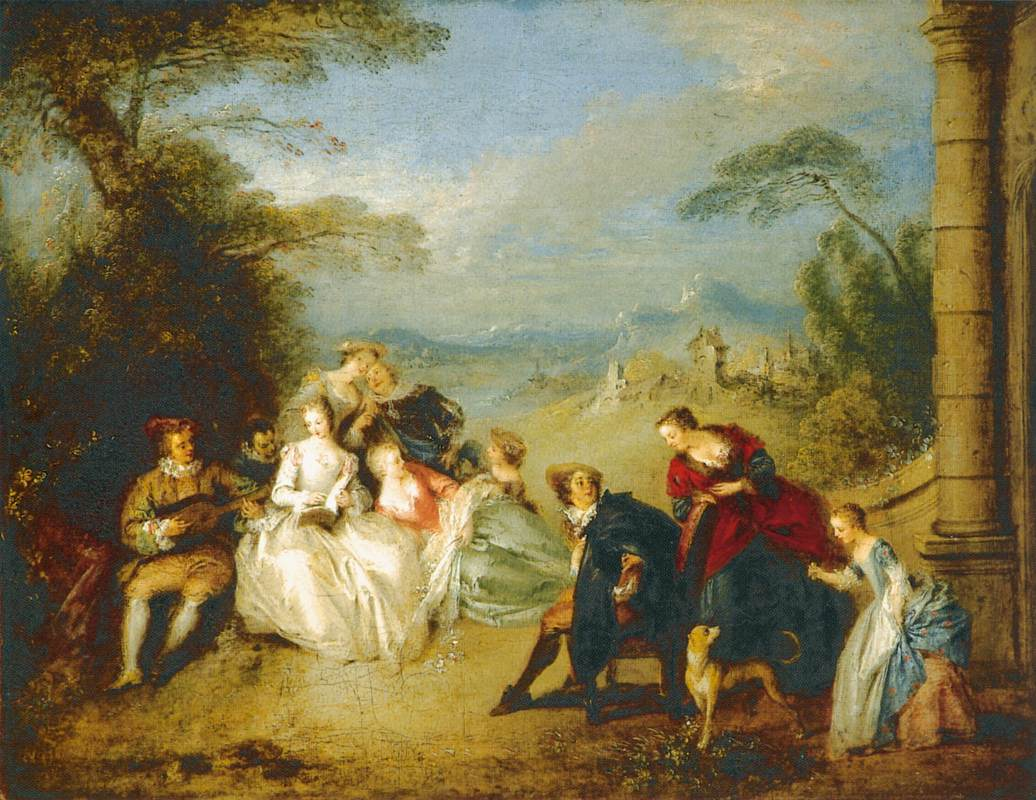
田舎の音楽会 (1734)